# Hull Identification Number
Die Hull Identification Number (kurz: HIN) ist eine am Rumpf (engl. Hull) angebrachte Schiffsnummer an Sportbooten.
Die HIN dient der eindeutigen Identifizierung eines Bootes, ähnlich einer Fahrgestellnummer bei Kraftfahrzeugen.  Gesetzliche Grundlage der 1972 in den Vereinigten Staaten eingeführten Nummer für Boote, die vor dem 1. November 1972 gebaut oder importiert wurden, ist der Federal Boating Act. Diese Nummer muss rechts oben am Heck angebracht sein. Die Nummer besteht aus zwölf oder vierzehn Zeichen, abhängig davon ob das Boot in der Europäischen Union gekauft oder genutzt wird. Hierzu werden zwei verschiedene Formate verwendet:
- ABC12345K899 (USCG Format seit 1984 für Nordamerika vorgeschrieben)
- US-ABC12345K899 (ISO-Format seit 1998 für den EU-Raum bei Sportbooten bis 25 m Länge vorgeschrieben). Es unterscheidet sich vom US-Format lediglich durch den vorangestellten Ländercode des Ursprungslandes. Die Rechtsgrundlage für Europa ist die Richtlinie 94/25/EG des Europäischen Parlaments und des Rates vom 16. Juni 1994 zur Angleichung der Rechts- und Verwaltungsvorschriften der Mitgliedstaaten über Sportboote[4], die in Deutschland mit der Zehnten Verordnung zum Produktsicherheitsgesetz (Verordnung über Sportboote und Wassermotorräder) (10. ProdSV) umgesetzt wurde[5].

An den in den Vereinigten Staaten gebauten Booten, die zum Export nach Europa bestimmt sind, muss seit 1998 die Nummer gemäß ISO Format (EN ISO10087) angebracht sein.
In Kanada ist eine vergleichbare Hull Serial Number (HIN) vorgeschrieben.